# Marie Laveau
Marie Laveau (New Orleans, Louisiana, 10 september 1794 – aldaar, 15 juni 1881) was een Creoolse voodoopriesteres die actief was in New Orleans.
Hoewel de meeste mensen die afstamden van Afrikaanse voorouders toentertijd in Amerika als slaaf werden behandeld, zou Laveau geboren zijn als vrij persoon. Ze ging aan de slag als kapster en had verscheidene rijke, blanke families onder haar klanten. Tegelijk verdiepte ze zich samen met een van haar dochters in voodoorituelen die sterk gebaseerd waren op het rooms-katholieke geloof, wat haar al snel de bijnaam van Voodoo Queen opleverde. Vandaag de dag geloven veel onderzoekers dat Laveau haar geloofwaardigheid wist te versterken dankzij haar kapsalon, waar ze voortdurend tal van vertelsels over de buurtbewoners opving. Bovendien zou ze volgens bepaalde historici ook een eigen bordeel gerund hebben, van waaruit ze zichzelf nóg meer informatie wist te verschaffen. Met andere woorden zou Laveau bij haar praktijken een geboren manipulator van de publieke perceptie zijn geweest.
Op 16 juni 1881 verscheen het overlijdensbericht van Laveau in New Orleans in de kranten. Ze zou de dag voordien thuis een natuurlijke dood gestorven zijn. Verscheidene mensen uit de omgeving verklaarden echter haar nadien nog in levenden lijve te hebben gezien. Een verklaring hiervoor zou kunnen zijn dat ze haar verwarden met haar dochter die eveneens Marie heette en haar heeft overleefd, en misschien de dochter is die de voodoopraktijken met haar heeft gepraktiseerd. Marie Laveau II werd na de dood van haar moeder dan ook al snel gezien als de nieuwe Voodoo Queen.

## Media
Laveau blijft tot op de dag van vandaag een populair karakter in literatuur, vooraf voor wat betreft fictie. Haar status van Voodoo Queen maakt dat men Laveau vaak als een zeer krachtig en bedreven voodoopriesteres afbeeldt, inclusief de nodige fictionele overdrijving. Zo slaagt ze er in de Marvel Comics bijvoorbeeld in om met het bloed van vampieren een serum te ontwikkelen dat haar eeuwige jeugd en schoonheid bezorgt.
Ze speelt ook een belangrijke rol in het derde seizoen van de Amerikaanse horrortelevisieserie American Horror Story, waarin ze - vertolkt door actrice Angela Bassett - wordt geacht onsterfelijkheid te zijn geschonken door Papa Legba en een rechtstreekse vijand te zijn geweest van Delphine LaLaurie.
De Amerikaanse band Redbone had in 1971 een hit met The Witch Queen of New Orleans, geïnspireerd op het leven van Laveau.
Ze speelt een bijrol in de roman Mrs. Degas van Arthur Japin uit 2022.